# سانسون پریرا
سانسون پریرا (زاده ۲ اکتبر ۱۹۹۷) یک بازیکن فوتبال اهل هند است. وی برای باشگاه فوتبال گوا بازی می‌کند.